# Pilsach
Pilsach ist eine Gemeinde im Oberpfälzer Landkreis Neumarkt in der Oberpfalz. Die Gemeinde ist Mitglied der Verwaltungsgemeinschaft Neumarkt in der Oberpfalz.

## Geographie

### Geographische Lage
Die Gemeinde liegt im Oberpfälzer Jura, dem Oberpfälzer Teil der auch Fränkischer Jura genannten Fränkischen Alb. Es befindet sich im Tal der Pilsach, welche die Gemeinde durchfließt und nördlich von Neumarkt in die Schwarzach mündet. Westlich erhebt sich der Ottenberg.

### Gemeindegliederung
Es gibt 27 Gemeindeteile (in Klammern ist der Siedlungstyp angegeben):
- Ammelhofen (Weiler)
- Anzenhofen (Dorf)
- Bernthal (Einöde)
- Bräunertshof (Einöde)
- Danlohe (Dorf)
- Dietkirchen (Kirchdorf)
- Eispertshofen (Dorf)
- Eschertshofen (Dorf)
- Giggling (Weiler)
- Habersmühle
- Habertshofen (Weiler)
- Hilzhofen (Dorf)
- Inzenhof (Weiler)
- Klosterhof (Einöde)
- Laaber (Pfarrdorf)
- Langenmühle (Einöde)
- Litzlohe (Pfarrdorf)
- Niederhofen (Dorf)
- Oberried (Weiler)
- Pfeffertshofen (Dorf)
- Pilsach (Pfarrdorf)
- Raschhof (Einöde)
- Schneemühle (Einöde)
- Tartsberg (Weiler)
- Unterried (Weiler)
- Wimmersdorf (Weiler)
- Wünn (Weiler)

Es gibt die Gemarkungen Dietkirchen, Laaber, Litzlohe, Oberwiesenacker, Pfeffertshofen und Pilsach.

## Geschichte

### Bis zur Gemeindegründung
Die erste gesicherte Nennung des Ortes erfolgte in der Zeit von 1148 bis 1156, als er als „Bilbesahe“ urkundlich erwähnt wurde. Im Jahr 1282 wurde er als „Bibesach“ bezeichnet, 1286 als „Pilbsach“, 1349 als „Pylbsach“, 1352 als „Pilzach“, 1437 als „Pillsach“ und 144 schließlich in der heute gültigen Schreibweise des Ortsnamens. Beim Grundwort dieses Namens handelt es sich ursprünglich um einen Gewässernamen, der auf die mittelhochdeutsche Bezeichnung „ahe“ zurückgeht, was so viel wie „Fluss, Wasser“ bedeutete. Beim Bestimmungswort des Namens wird vermutet, dass dieses von „bilwiz“ bzw. „pilbis“ (= „Kobold“) abgeleitet wurde, was im Zusammenhang mit dem Korndämon Bilwis steht. Es wird allerdings auch nicht die Möglichkeit ausgeschlossen, dass es sich dabei um einen gleichlautenden Personenbeinamen handeln könnte.
Pilsach gehörte zum Rentamt Amberg und zum Landgericht Pfaffenhofen des Kurfürstentums Bayern. Die Herren von Orban besaßen hier eine offene Hofmark. Im Zuge der Verwaltungsreformen in Bayern entstand mit dem Gemeindeedikt von 1818 die heutige Gemeinde.

### Eingemeindungen
Im Zuge der Gebietsreform in Bayern wurden am 1. Juli 1972 die Gemeinden Litzlohe und Pfeffertshofen eingegliedert. Am 1. Januar 1978 kamen Dietkirchen und Laaber hinzu. Der kleinere Teil der aufgelösten Gemeinde Oberwiesenacker folgte am 1. Mai 1978.

### Einwohnerentwicklung
Zwischen 1988 und 2018 wuchs die Gemeinde von 2230 auf 2802 Einwohner bzw. um 25,7 %.

## Politik

### Gemeinderat
Seit der vergangenen Kommunalwahl am 15. März 2020 mit einer Wahlbeteiligung von 76,3 % setzt sich der Gemeinderat aus 7 Gemeinderäten der CSU, 5 Gemeinderäten der Gruppe „Christliche Wählergemeinschaft/Freie Wähler“ und 2 Gemeinderäte der Bürgerliste Pilsach zusammen.

### Wappen
| Wappen von Pilsach | Blasonierung: „In Gold über zwei schräggekreuzten schwarzen Streugabeln ein rot gekrönter und rot bewehrter halber schwarzer Löwe mit rotem Schwert durch Rachen und Kopf.“ |
| Wappen von Pilsach | Das Wappen wird seit 1978 geführt. |

## Baudenkmäler

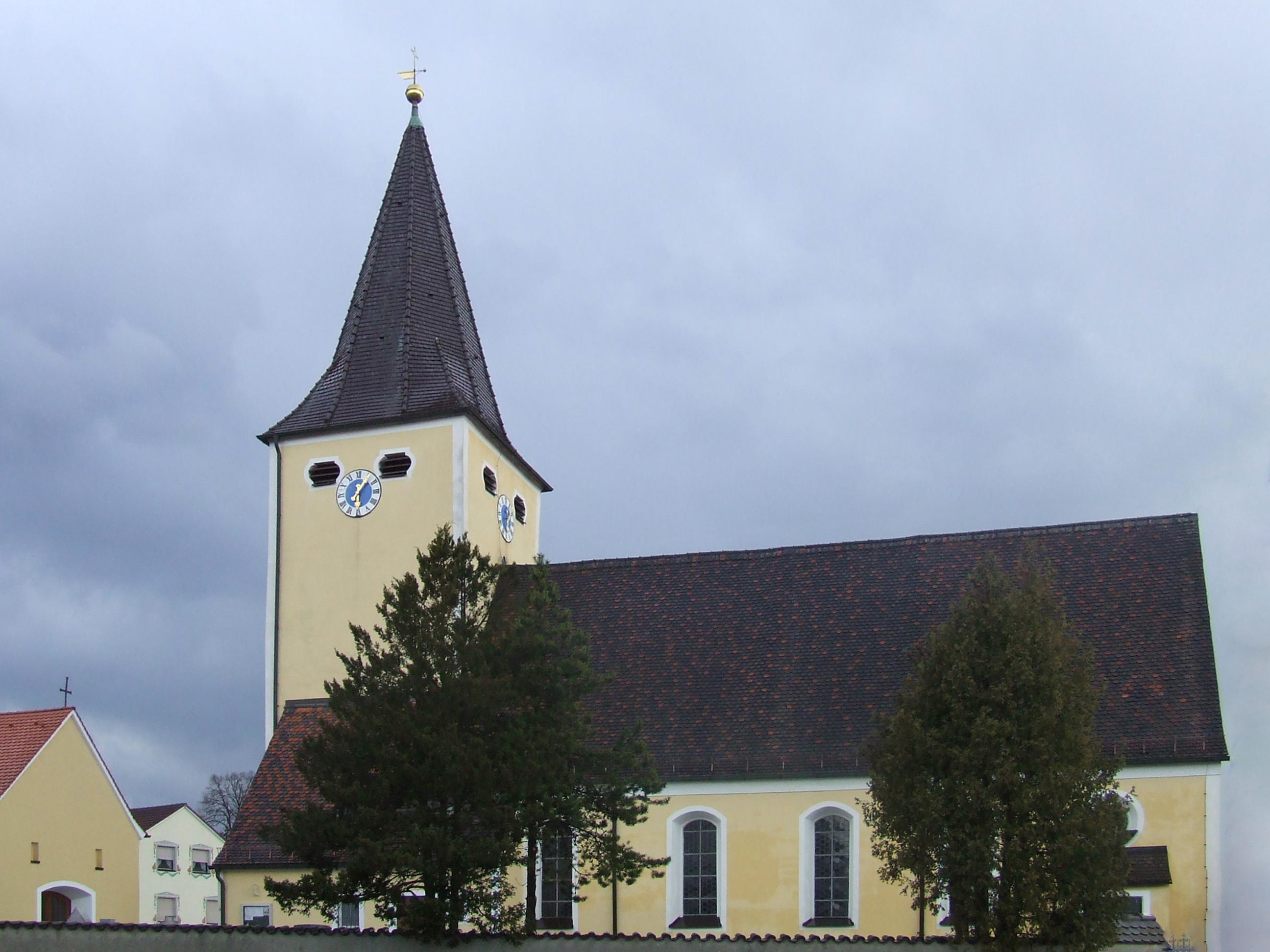
Pilsach Kirche St. Peter und Paul

- Schloss Pilsach (eines jener Schlösser, in denen Kaspar Hauser in seiner Kindheit und Jugend angeblich gefangen gehalten wurde)
- Wehrkirche St. Peter und Paul
- Friedhof in Dietkirchen (statt Grabsteinen werden auf dem mit Rosen bepflanzten Friedhof nur schmiede-eiserne Grabkreuze verwendet).

## Windpark
Drei Windkraftanlagen vom Typ REpower 3.2M114 mit 143 m Nabenhöhe und 114 m Rotordurchmesser sind in Bau.

## Verkehr
Etwa 3,5 km nördlich von Pilsach liegt das Ultraleichtfluggelände Pilsach-Auf der Heid.

## Söhne und Töchter
- Johann Baptist Lehner (1890–1971), Priester, Heimatforscher und Diözesanarchivar in Regensburg, wurde in Litzlohe geboren.
- Ludwig Rudolf von Senft zu Pilsach (1681–1718), sächsischer Legationsrat, Dompropst und Kirchenlieddichter
- Carina Dengler (* 1994), deutsche Schauspielerin und ehemalige Sängerin